# Everlast
Pour l’article homonyme, voir Everlast (marque).
Erik Schrody, dit Everlast, est un rappeur et chanteur américain, né le 18 août 1969 à Valley Stream, dans l'État de New York.
Il est notamment connu pour avoir été le leader du groupe House of Pain. Son style musical oscille entre le blues, le hip-hop et le rock.

## Biographie
Au début de sa carrière, Everlast se tourne vers le hip-hop. Il intègre alors le collectif d'Ice-T, Rhyme Syndicate, à la fin des années 1980. En 1990, il réalise son premier album Forever Everlasting, qui connaît un certain succès auprès de la scène underground. Il crée ensuite son propre label et le groupe House of Pain, avec Danny Boy et DJ Lethal. Deux ans plus tard, le trio publie Jump Around, qui explose les classements musicaux. Le groupe s'arrête en 1996 puis se reforme en 2010.
Après la vente des master tapes du label Tommy Boy Records à Warner Bros. Records et sa transformation en label de dance en 2002, Everlast se retrouve sans label avant de signer avec Island/Def Jam en 2003. Son quatrième album solo, White Trash Beautiful est publié en 2004, après presque quatre ans d'inactivité. Produit par Everlast et Dante Ross, et contenant un single homonyme, White Trash Beautiful west décrit par AllMusic comme « un mélange efficace de hip-hop trope et de bluesy strum. »
En 2006, il crée le collectif La Coka Nostra, groupe de hip-hop assez orienté rap hardcore aux accents rock et blues sur certaines pistes, avec ses anciens comparses DJ Lethal (qui a rejoint Limp Bizkit après la séparation du groupe) et Danny Boy, se joignent en plus Ill Bill (ex-Non Phixion) et Slaine. Leur premier EP 100 % Pure Coka EP (uniquement en téléchargement) et leur premier album A Brand You Can Trust, sortent la même année en 2009, ce dernier dispose de certaines collaborations telles que celle de Sen Dog et B-Real de Cypress Hill, Snoop Dogg, Bun B, Sick Jacken de Psycho Realm, Immortal Technique. En parallèle, il continue toujours sa carrière solo. Everlast quitte La Coka Nostra en 2012 afin de se consacrer à sa fille malade.

## Style musical et influences
La musique d'Everlast oscille du blues au hip-hop et au rock. Il s'inspire d'artistes et de groupes comme N.W.A, Beastie Boys, Cypress Hill, Ice-T, Gang Starr, Johnny Cash, Bob Dylan, Tom Petty, The Rolling Stones, Bruce Springsteen, Neil Young et Run-D.M.C.,.

## Vie personnelle
Schrody a des origines allemandes et irlandaises. Il est père de deux filles. De religion catholique, il se convertit à l'islam en 1996.
En 2013, Everlast poursuit une société pour l'usage de la phrase « If You Want To Get Down Jump Around » dans leur publicité, expliquant qu'elle appartient de droit à House of Pain.

## Discographie

### Albums studio
- 1990 : Forever Everlasting
- 1998 : Whitey Ford Sings the Blues
- 1999 : Today (EP)
- 2000 : Eat at Whitey's
- 2004 : White Trash Beautiful
- 2008 : Love, War, and the Ghost of Whitey Ford
- 2012 : Songs of the Ungrateful Living
- 2018 : Whitey Ford's House Of Pain

### Collaborations
- 1989 : Ice-T - What Ya Wanna Do? (The Iceberg/Freedom of Speech...Just Watch What You Say)
- 1992 : Bronx Style Bob - Ode II Junior (Grandma's Ghost)
- 1993 : The Whooliganz - Hit The Deck (Put Your Handz Up, single)
- 1993 : Madonna - Waiting (Remix) (Rain, maxi-single)
- 1993 : Nice & Smooth - Save The Children (Jewel of the Nile)
- 1999 : Carlos Santana - Put Your Lights On (Supernatural)
- 2000 : Cypress Hill - (Rock) Superstar (Skulls and Bones)
- 2000 : SX-10 - Rhyme In The Chamber (Mad Dog American)
- 2000 : Dilated Peoples - Ear Drums Pop (Remix) (The Platform)
- 2000 : DJ Muggs - Razor To Your Throat (Soul Assassins II)
- 2001 : Run DMC - Take The Money And Run (Crown Royal)
- 2001 : Kurupt - Kuruption (Space Boogie: Smoke Oddessey)
- 2001 : Limp Bizkit - Faith/Fame Remix (New Old Songs)
- 2001 : Hesher - Whose Generation (Hesher)
- 2002 : X-Ecutioners - B-Boy Punk Rock 2001 (Built From Scratch)
- 2003 : DJ Muggs - Gone For Good (Dust)
- 2005 : Danny Diablo - Rise Above (Street CD Vol 2)
- 2006 : The Lordz - The Brooklyn Way (The Brooklyn Way)
- 2006 : B-Real - All Along the Watchtower (OST du jeu vidéo Ghost Recon Advanced Warfighter)
- 2006 : Swollen Members - Put Me On (Black Magic)
- 2008 : Snoop Dogg - My Medicine (Ego Trippin')
- 2010 : Big B - Before I Leave this Place (Good Times and Bad Advice')

## Filmographie

### Comme acteur
- 1993 : La Nuit du jugement (Judgment Night) de Stephen Hopkins : Rhodes
- 1993 : Who's the Man?de Ted Demme : Billy
- 1995 : Bang (en) d'Ash Baron-Cohen (en) : Pimp
- 1996 : Lowball de Demian Lichtenstein : Eddie

### Utilisation de ses chansons
- 1997 : Gravesend : Gravesend (Lake of Fire) avec Lordz of Brooklyn, Some Nights (Are Better Than Others)
- 1999 : La Fin des temps (End of Days) : So Long
- 1999 : Big Daddy : Only Love Can Break Your Heart (reprise du titre de Neil Young).
- 2000 : Black and White : Life's a Bitch
- 2000 : King of the Jungle : Love For Real (Remix) feat. N'Dea Davenport
- 2001 : Ali : The Greatest
- 2001 : Formula 51 : Run–D.M.C. feat. Everlast Take The Money And Run
- 2005 : Little Manhattan : Lonely Road
- 2007 : Saving Grace : Saving Grace